# Migliori prestazioni italiane nei 1500 metri piani

Gabriella Dorio, ex detentrice del record nazionale femminile outdoor

La lista delle migliori prestazioni italiane nei 1500 metri piani, aggiornata periodicamente dalla Federazione Italiana di Atletica Leggera, raccoglie i migliori risultati di tutti i tempi degli atleti italiani nella specialità dei 1500 metri piani.

## Maschili outdoor
Statistiche aggiornate al 30 maggio 2024.
|     | Tempo   | Atleta                  | Luogo              | Data             |
| --- | ------- | ----------------------- | ------------------ | ---------------- |
| 1.  | 3'30"74 | Pietro Arese            | Parigi             | 6 agosto 2024    |
| 2.  | 3'32"78 | Gennaro Di Napoli       | Rieti              | 9 settembre 1990 |
| 3.  | 3'32"84 | Federico Riva           | Parigi             | 4 agosto 2024    |
| 4.  | 3'34"57 | Stefano Mei             | Rieti              | 7 settembre 1986 |
| 5.  | 3'34"61 | Davide Tirelli          | Nizza              | 15 luglio 1992   |
| 6.  | 3'35"21 | Mohad Abdikadar         | Décines-Charpieu   | 8 luglio 2023    |
| 7.  | 3'35"26 | Yemaneberhan Crippa     | Rovereto           | 5 agosto 2020    |
| 8.  | 3'35"27 | Alessandro Lambruschini | Roma               | 22 luglio 1987   |
| 9.  | 3'35"32 | Christian Obrist        | Rieti              | 9 settembre 2007 |
| 10. | 3'35"65 | Joao Bussotti           | Lignano Sabbiadoro | 14 luglio 2023   |

## Femminili outdoor
Statistiche aggiornate al 12 agosto 2025.
|     | Tempo   | Atleta             | Luogo                 | Data             |
| --- | ------- | ------------------ | --------------------- | ---------------- |
| 1.  | 3'58"11 | Sintayehu Vissa    | Parigi                | 8 agosto 2024    |
| 2.  | 3'58"15 | Nadia Battocletti  | Rovereto              | 2 giugno 2025    |
| 3.  | 3'58"65 | Gabriella Dorio    | Tirrenia              | 25 agosto 1982   |
| 4.  | 3'59"16 | Marta Zenoni       | Londra                | 19 luglio 2025   |
| 5.  | 3'59"49 | Gaia Sabbatini     | Budapest              | 12 agosto 2025   |
| 6.  | 4'01"84 | Ludovica Cavalli   | Budapest              | 22 agosto 2023   |
| 7.  | 4'02"85 | Paola Pigni        | Monaco di Baviera     | 9 settembre 1972 |
| 8.  | 4'03"45 | Federica Del Buono | Castellón de la Plana | 16 giugno 2022   |
| 9.  | 4'03"62 | Fabia Trabaldo     | Monaco                | 7 agosto 1993    |
| 10. | 4'03"88 | Silvana Cruciata   | Torino                | 15 luglio 1981   |

## Maschili indoor
Statistiche aggiornate al 20 febbraio 2023.
|     | Tempo    | Atleta                  | Luogo      | Data             |
| --- | -------- | ----------------------- | ---------- | ---------------- |
| 1.  | 3'37"29  | Ossama Meslek           | Birmingham | 19 febbraio 2022 |
| 2.  | 3'37"31  | Pietro Arese            | Belgrado   | 19 marzo 2022    |
| 3.  | 3'37"36  | Federico Riva           | Karlsruhe  | 27 gennaio 2023  |
| 4.  | 3'37"5 m | Giuseppe D'Urso         | Genova     | 22 febbraio 1997 |
| 5.  | 3'38"42  | Nesim Amsellek          | Sabadell   | 8 febbraio 2022  |
| 6.  | 3'38"58  | Gennaro Di Napoli       | Genova     | 18 febbraio 1992 |
| 7.  | 3'39"31  | Alessandro Lambruschini | Genova     | 18 febbraio 1992 |
| 8.  | 3'39"55  | Stefano Mei             | Torino     | 3 febbraio 1985  |
| 9.  | 3'39"60  | Riccardo Materazzi      | Torino     | 3 febbraio 1985  |
| 10. | 3'39"62  | Christian Obrist        | Karlsruhe  | 31 gennaio 2010  |

## Femminili indoor
Statistiche aggiornate al 8 agosto 2025.
|     | Tempo     | Atleta             | Luogo       | Data             |
| --- | --------- | ------------------ | ----------- | ---------------- |
| 1.  | 4'03"59   | Marta Zenoni       | Lussemburgo | 19 gennaio 2025  |
| 2.  | 4'04"01   | Gabriella Dorio    | Milano      | 8 marzo 1992     |
| 3.  | 4'07"93   | Agnese Possamai    | Torino      | 22 febbraio 1994 |
| 4.  | 4'08"01   | Ludovica Cavalli   | Madrid      | 23 febbraio 2024 |
| 5.  | 4'08"13 + | Sintayehu Vissa    | New York    | 11 febbraio 2023 |
| 6.  | 4'08"32   | Giulia Aprile      | Lussemburgo | 24 gennaio 2024  |
| 7.  | 4'09"98   | Federica Del Buono | Ancona      | 8 febbraio 2016  |
| 8.  | 4'09"92   | Marta Zenoni       | Lione       | 9 febbraio 2024  |
| 9.  | 4'09"28   | Margherita Magnani | Karlsruhe   | 1º febbraio 2014 |
| 10. | 4'09"99   | Elena Bellò        | Ostrava     | 2 febbraio 2023  |
| 11. | 4'10"26   | Gaia Sabbatini     | Madrid      | 2 marzo 2022     |